# Editoral Elvira

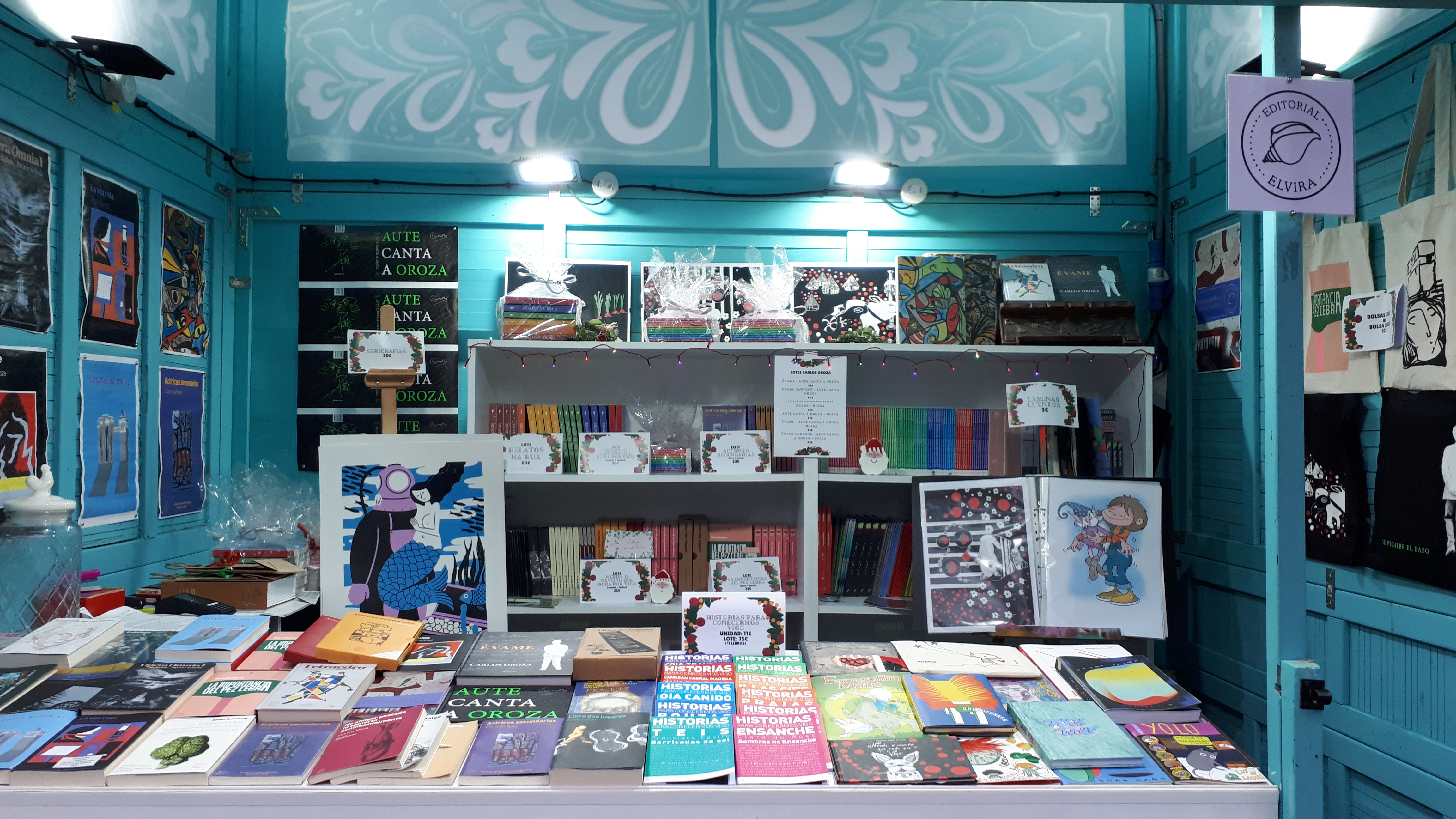
Stand de la Editorial Elvira en el Cies Market 2019 Vigo.

La Editorial Elvira es una empresa editorial gallega independiente fundada en el 2013 en Vigo. Su especialidad es la poesía, el libro de artista, la prosa y el libro-objeto. Consta con apartados especializados como cuento infantil, arte y cómic. 

## Historia
El fundador de Editorial Elvira es el editor Xabier Romero. Editorial independiente vinculada en su al poeta Carlos Oroza, publicando su obra poética Évame en 2013, año de inicio editorial. Preparan ediciones pequeñas, presentaciones con autores y venta directa.  Publica en gallego y en castellano .
Edita y publica la colección Historias para conocer Vigo, con la colaboración de la Concejalía de Normalización Lingüística (Ayuntamiento de Vigo) y la Asociación Cultural Catropatacos, con autores como: Ledicia Costas, Francisco Castro, Marga del Valle, María Lado, Amadeo Cobas, Santiago Lopo, Clara do Roxo, Fina Casalderrey, María José Porteiro, María Reimóndez o Clara do Roxo, que recorren los barrios y calles de Vigo con sus relatos . Se completa con cuadernos de trabajo para alumnado de la E.S.O y recorridos literarios guiados de los diferentes libros .
Desde el año 2014 la editorial convoca el renombrado premio de relato Vigo Histórico, con la participación de autores nóveles de toda el habla hispana, publicándose los ganadores bajo la colección Relatos en la Rúa (Relatos en la calle) .
Cuenta en su haber diversos libros-objetos: 
- Especial del Libro de los lugares, de Antón Patiño, caja de 100 ejemplares firmados y numerados, caja serigrafiada, interior con lámina original del autor y pintor.

- Aute canta a Oroza, libro-disco donde el cantautor Luis Eduardo Aute canta la poesía de Carlos Oroza.
- Edición limitada de Actrices Secundarias a Clara do Roxo con serigrafía firmada y firmada lo por el pintor Xabier Magallanes